# Christian Lambert
Pour les articles homonymes, voir Lambert.
Christian Lambert, né le 5 juin 1946 à Corbeil-Essonnes (Essonne), est un ancien commissaire de police, devenu préfet.

## Biographie
Il commence sa carrière comme pompier puis gardien de la paix. Il passe le concours des inspecteurs de police et devient commissaire. Nommé à la tête du RAID de 2002 à 2004, il a ensuite été préfet délégué pour la sécurité pour la Corse et joue un rôle déterminant dans l'arrestation de Yvan Colonna, condamné ensuite pour l’assassinat du préfet Érignac. Il est nommé directeur central des compagnies républicaines de sécurité (CRS) de septembre 2005 à juillet 2007. Il occupe ensuite (de 2007 à 2010) le poste de directeur de cabinet du préfet de police Michel Gaudin.
Il a été nommé, en Conseil des ministres le 7 avril 2010, préfet de la Seine-Saint-Denis, succédant à Nacer Meddah.
Il est un homme de confiance de Nicolas Sarkozy, qu'il a rencontré en 1993 lors de la prise d'otage de l'école de Neuilly. Nicolas Sarkozy le surnommait affectueusement « Panda » à cause de ses cernes sombres. Bien qu'ayant atteint l'âge de 65 ans, il est maintenu en poste grâce à une modification législative.
Accueilli fraîchement par certains élus de la Seine Saint-Denis au début de son affectation dans ce département, en particulier des élus de gauche inquiets de voir un «superflic» nommé préfet, il se fait progressivement apprécier. Claude Bartolone, ancien président du conseil général de ce département, devenu par la suite président de l'assemblée nationale, dit de lui : « Il a changé depuis son arrivée. Je crois qu'il est tombé amoureux de la Seine Saint-Denis ». Stéphane Gatignon, membre d'Europe Écologie et maire de Sevran, affirme : « Il s'est ouvert avec les années, mais il est resté flic ».
Christian Lambert est « admis à faire valoir ses droits à la retraite » à compter du 6 juin 2013 par décret du 2 mai 2013 publié au Journal officiel de la République française (JORF) du dimanche 5 mai 2013. Bien que réputé ami de l'ancien président de la République, Christian Lambert devient chargé de mission du Ministre l'Intérieur Manuel Valls sur les zones de sécurité prioritaires après son remplacement par Philippe Galli.
En novembre 2015, il devient directeur de la sûreté à la SNCF, fonction qu'il assure jusqu'en mai 2017.

## Récompenses et distinctions

### Décorations
- Commandeur de la Légion d'honneur
- Commandeur de l'ordre national du Mérite
- Médaille d'honneur de l'administration pénitentiaire, or (2005)[10]